# 1909년 보루제르드 지진
1909년 보루제르드 지진은 실라코르 지진으로도 알려져 있으며, 1월 23일 카자르 제국의 실라코르평원(오늘날의 보루제르드현 남부)에서 발생했다. 릭터 규모 7.3의 지진으로 인해 약 8,000명의 사망자가 발생했다. 본진 발생 후 6개월 동안 불특정 다수의 여진이 계속되었다. 이 단층이 파열된 부분은 2006년 보루제르드 지진의 주요 파열대와 동일했다.

## 지진
이 지진으로 인해 40 km의 눈에 보이는 단층 파열이 발생했다. 당시 단층 비탈에 대한 측정이 이루어지지 않아 변위량은 알려져 있지 않다. 수직 변위는 1 m를 초과했을 것으로 추정된다. 지진과 관련된 주향 이동 변위의 가능성은 아직 확립되지 않았다. 이 지진은 주단층의 한 분기단층을 파열시켰다. 이 단층은 북서쪽으로 뻗어 있는 우수향 주향 이동 단층이다. 이 지진으로 도루드에서 보루제르드까지의 주단층의 남쪽 부분이 파열되었다. 1909년 지진과 함께 1957년, 1958년, 2006년의 지진도 이 단층 또는 그 분기단층과 관련이 있다. 자그로스산맥에서 W 7.0 이상의 지진은 드물게 발생하며, 대부분의 지진은 약 W 6.5까지만 도달한다. W 7.0보다 큰 유일한 다른 지진은 2017년 11월 12일에 W 7.3으로 발생했다.

## 피해
이 지역의 60개 마을은 완전히 파괴되거나 수리 불가능할 정도로 손상되었다. 인명 피해는 130개 마을에서 광범위하게 발생했다. 그러나 피해는 40,000 제곱킬로미터 (4,000,000 ha) 면적 내에 국한되었다. 이 지역에서 8천 명과 수천 마리의 동물이 사망했다. 피해는 진앙 지역(실라코르 계곡)과 그 주변에 사는 토착 부족들이 거주하는 계곡에서 가장 심했다. 진앙에서 남동쪽으로 20~30 km 떨어진 곳까지 지반 붕괴와 산사태의 흔적이 분명했다.
지진이 발생했을 당시에는 전국적으로 혼란과 무질서를 야기한 페르시아 입헌 혁명이 진행 중이었다. 당국 기관 간의 연락은 불규칙하고 불충분했다. 이것이 지진 발생 3주 후 외교 사절을 통해서야 테헤란에 지진에 대한 비공식 정보가 도달하는 데 기여했을 수 있다. 1908년 쿠데타 이후 거의 모든 언론사는 검열을 받았고, 운영이 허용된 언론사는 불규칙한 월간 또는 분기별 간격으로 발행되었다. 따라서 이란 언론은 1909년 4월 말에야 실제 피해 규모를 보도했다. 이 지진은 코카서스, 터키, 바그다드에서도 감지될 정도로 광범위하게 영향을 미쳤기 때문에 유럽 언론에도 보도되었지만, 진앙 지역의 영향에 대한 정보는 없었다.

## 같이 보기
- 1909년 지진
- 이란의 지진 목록